# Achilles Statius
Achilles Statius ou Aquiles Estaço (1524-1581) est un écrivain portugais. Il fut secrétaire du concile de Trente et du pape Pie V.

## Œuvres
On a de lui : Comment. in Ciceronis librum de Fato, 1551; — in Artem poet Horatii, 1553; — in Catullum, Tibullum et Propertium, 1604; — in Suetonium (De claris grammaticis), 1610, etc. Dans ses appréciations, il paraît avoir pris Denys d'Halicarnasse pour modèle.